# Chaumes
El Chaumes és un formatge francès de pasta tova, molt olorós, fabricat de manera industrial al sud-oest de França, a Sent Antòni de Bruelh, al costat de Brageirac. Juga amb una imatge de formatge rústic i artesanal. La marca pertany al grup formatger Bongrain.